# Gludsted Plantage
Gludsted Plantage er en statsskov,, der ligger på grænsen mellem Silkeborg Kommune og Ikast-Brande Kommune lidt nord for Gludsted. Storå har sit udspring i plantagens nordvestlige hjørne. Mod øst er plantagen nærmest sammenhængende via en række andre skove med Silkeborgskovene.
Plantagen er anlagt 1877-1900 og efterhånden udvidet, og er iflg. Naturstyrelsen Danmarks største skovområde.

## Vejr
Gludsted Plantage har to vejrrekorder: 14. maj 1900 blev der målt -8°, og 16. juli 1903 blev der målt -0,3° - i begge tilfælde den laveste målte temperatur i Danmark i den pågældende måned.

## Historie

### Fortidsminder
Plantagen er på næsten alle sider omkranset af et jorddige. Der er en række fredede fortidsminder i plantagen:

#### Alkenbjerg
Rundhøjen Alkenbjerg blev berejst i 1877, 1951 og 1991. I 1951 blev det bemærket at højen var udflydende og forgravet og tæt bevokset med gran.

#### Blåbærhøj
Rundhøjen Blåbærhøj blev berejst i 1951, hvor det blev noteret, at den vestre halvdel af højen var fjernet. Højen ligger lige ved kommunegrænsen.

#### Højene ved Christianshede By
Sydvest for Christianshede By ligger en række rundhøje med stensætninger, som er berejst i 1895, 1950 og 1991, og de to af dem er tilset i 2012.

#### Munkhøj
Rundhøjen Munkhøj blev berejst i 1877 og 1951 og tilset i 2009 og 2013. Højen har været gennemgravet til fårehus.

#### Over Isengaard
Her er to rundhøje, beliggende på den lille bakkeø Isen Bjerg. Højene blev berejst i 1895, 1950 og 1990.

#### Ulvhøj
Rundhøjen Ulvhøj blev berejst i 1895, 1950 og 1990. Den har et større, uregelmæssigt hul i toppen og har haft flere rævegrave.

#### Forskellige unavngivne høje
Rundhøjen med nr. 55140 (Gludsted Statsplantage afd. 68) blev berejst i 1951. En lille firkant tørv er skrællet af, måske af tyskerne.
Rundhøjen med nr. 55122 (Gludsted statsplantage afd.150) blev berejst i 1877 og 1951. Den er ujævn på grund af tilplantning.
Rundhøjen med nr. 189919 (Vrads) blev berejst i 1991. Den har en sænkning i toppen.
Rundhøjen med nr. 191679 (Vrads) blev berejst i 2014. Den ligger på militært areal.

### Mordsag
I 1948 blev den 14-årige bogbinderlærling Henning Carøe Jensen myrdet af den da 35-årige Carl Oskar Bernhard Christensen i Gludsted Plantage. Liget af drengen blev først fundet syv år senere, da Carl Oskar Bernhard Christensen tilstod mordet og viste, hvor det lå. Carl Oskar Bernhard Christensen blev idømt psykopatforvaring for røveri af særlig farlig karakter og voldeligt overfald med døden til følge.